# Trotllo negre
El trotllo negre, pàmpol, pàmpol ver, negret, peix de brom o trotllo (Centrolophus niger) és una espècie de peix marí pertanyent a la família dels centrolòfids i l'única del gènere Centrolophus.

## Etimologia
Centrolophus prové dels mots grecs kentron (fibló) i lophos (cresta), mentre que la paraula llatina niger fa referència al color del cos.

## Descripció
Cos oblong, moderadament comprimit, cobert d'escates cicloides petites i caduques, presents també sobre les bases de les aletes. La línia lateral, que és molt poc visible i contínua, té 170±10 escates (160-230 segons FishBase). A la part superior del cap, en lloc d'escates hi ha nombrosos petits porus. El musell és arrodonit i la seua llargada és una mica superior al diàmetre ocular. Els forats nasals són molt visibles, més propers a l'extrem del musell que als ulls. L'aleta dorsal comença a la vertical del primer terç de les pectorals i té 4 o 5 radis espinosos febles, més curts que els radis tous que són en nombre de 32 a 37 (de 37 a 41 segons FishBase). L'aleta anal té 3 radis espinosos i de 20 a 23 radis tous (de 20 a 24 segons FishBase). Aletes pectorals amb cap espina i 19-23 radis tous. 18-22 branquiespines. Absència d'aleta adiposa. El cos és de color negre grisenc o negre blavós, sols un poc més clar a la regió ventral. Els juvenils tenen entre 2 i 4 franges verticals. Segons Tortonese, la seua longitud total màxima és de 120 cm, encara que per a Haedrich és de 150. La seua mida normal és de 60 cm.

## Alimentació
Menja peixets, crustacis pelàgics i plàncton. El seu nivell tròfic és de 3,95.

## Hàbitat i distribució geogràfica
És un peix marí i batipelàgic (entre 40 i 1.050 m de fondària, normalment entre 300 i 700), el qual viu a les mars temperades, a alta mar, en superfície (els juvenils i associats amb meduses i sàlpids pelàgics) o entre dues aigües de la mar Mediterrània (les illes Balears, Itàlia -incloent-hi Sardenya i Sicília-, la mar Adriàtica, Eslovènia, Albània, Grècia, la mar Egea, Turquia, Malta i Algèria), de l'Atlàntic oriental (des de Suècia, Noruega, el mar de Noruega, Islàndia, la Gran Bretanya, els Països Baixos i la península Ibèrica fins a Cap Verd, el corrent de Benguela, Namíbia i Sud-àfrica), del Pacífic sud-occidental (Austràlia -Nova Gal·les del Sud i l'illa de Lord Howe-, el mar de Tasmània i Nova Zelanda -com ara, les illes Kermadec del Pacífic sud-oriental (Xile), de l'Atlàntic nord-occidental (des de Nova Escòcia -el Canadà- fins a Massachusetts -els Estats Units-, incloent-hi el golf de Maine) i de l'Atlàntic sud-occidental (l'Uruguai i l'Argentina).

## Observacions
És inofensiu per als humans, el seu índex de vulnerabilitat és molt alt (85 de 100) i les barques del bou el pesquen ocasionalment sobre la plataforma continental.